# Берлингтон (округ)
Округ Берлингтон (англ. Burlington County) — округ штата Нью-Джерси, США.
Занимает площадь 2121 км².
Согласно переписи населения 2000 года, в округе Берлингтон проживало 423 393 человек. По оценке Бюро переписи населения США, к 2009 году население увеличилось на 5,4 %, достигнув 446 108 человек. Берлингтон является частью так называемой Долины Делавэра (англ. Delaware Valley).
В городе Маунт-Холли располагается административный центр округа.
Крупнейшим населённым пунктом округа является Ившем.